# Горохов переулок
Горо́хов переулок — переулок в Приморский районе в Санкт-Петербурге. Проходит от Приморского проспекта за улицу Савушкина.

## История
Название Горохов переулок известно с 1940-х годов. Происходит от наименования Гороховой улицы (ныне улица Савушкина), которую пересекает.